# 206. Infanterie-Division (Deutsches Kaiserreich)
Die 206. Infanterie-Division war ein Großverband der Preußischen Armee im Ersten Weltkrieg. 

## Geschichte
Die Division wurde im August 1916 gebildet und ausschließlich an der Westfront eingesetzt. Einziger Kommandeur war der preußische Generalleutnant Otto von Etzel.

### Gefechtskalender

#### 1916
- 29. August bis 1. Oktober – Stellungskämpfe an der Yser
- 01. Oktober bis 26. November – Schlacht an der Somme
- ab 30. November – Stellungskämpfe in Lothringen und den mittleren Vogesen

#### 1917
- bis 21. April – Stellungskämpfe in Lothringen und den mittleren Vogesen
- 22. April bis 27. Mai – Doppelschlacht an der Aisne und in der Champagne
- 28. Mai bis 14. Juni – Stellungskämpfe am Chemin des Dames
  - 06. Juni – Erstürmung der französischen Stellungen am Chemin des Dames, von den Steinbrüchen südlich Pargny bis Royère-Ferme
- 15. Juni bis 15. Juli – Stellungskämpfe in Lothringen
- 16. Juli bis 26. August – Stellungskämpfe vor Verdun
  - 01. August – Wiedereroberung der Gräben beiderseits der Straße Haucourt-Esnes
  - 12. bis 26. August – Abwehrschlacht bei Verdun
- 27. August bis 25. November – Stellungskämpfe bei Reims
- 26. November bis 27. Dezember – Kämpfe in der Siegfriedstellung
- ab 27. Dezember – Stellungskämpfe bei St. Quentin und an der Oise

#### 1918
- bis 20. März – Stellungskämpfe bei St. Quentin und an der Oise
- 21. März bis 6. April – Große Schlacht in Frankreich
  - 21. bis 22. März – Durchbruchschlacht bei St. Quentin und La Fère
  - 23. bis 24. März – Kämpfe beim Übergang über die Somme und den Crozatkanal zwischen St. Christ und Tergnier
  - 25. bis 31. März – Verfolgungskämpfe bis Montdidier-Noyon
- 07. April bis 8. Juni – Kämpfe an der Avre und bei Montdidier und Noyon
- 09. Juni bis 7. August – Kämpfe an der Avre und an der Matz
  - 9. bis 13. Juni – Schlacht bei Noyon
- 08. bis 30. August – Abwehrschlacht zwischen Somme und Oise
  - 8. bis 27. August – Schlacht um Roye und Lassigny
  - 11. bis 26. August – Kämpfe bei Beuvraignes und Loges-Wald
  - 12. bis 20. August – Kämpfe auf den Waldbergen nördlich der Matz
  - 29. bis 30. August – Schlacht in den Waldbergen östlich Noyon
- 31. August bis 4. September – Abwehrschlacht zwischen Oise und Aisne
- 05. bis 18. September – Kämpfe in der Siegfriedfront
- 19. September bis 9. Oktober – Abwehrschlacht zwischen Cambrai und St. Quentin
  - 19. bis 27. September – Kämpfe in der Siegfriedfront
- 09. Oktober bis 4. November – Kämpfe vor und in der Hermannstellung
  - 24. Oktober bis 4. November – Schlacht um Valenciennes
- 05. bis 11. November – Rückzugskämpfe vor der Antwerpen-Maas-Stellung
- ab 12. November – Räumung des besetzten Gebietes und Marsch in die Heimat

## Gliederung

### Kriegsgliederung vom 29. August 1916
- 2. Reserve-Ersatz-Brigade
  - Reserve-Ersatz-Regiment Nr. 4
  - Infanterie-Regiment Nr. 359
  - Infanterie-Regiment Nr. 394
  - Feldartillerie-Regiment Nr. 265
  - 2. Landwehr-Pionier-Kompanie/XVIII. Armee-Korps
  - Minenwerfer-Kompanie Nr. 167

### Kriegsgliederung vom 5. März 1918
- 2. Reserve-Ersatz-Brigade
  - Reserve-Ersatz-Regiment Nr. 4
  - Infanterie-Regiment Nr. 359
  - Infanterie-Regiment Nr. 394
  - 2. Eskadron/Reserve-Ulanen-Regiment Nr. 2
- Artillerie-Kommandeur Nr. 206
  - Feldartillerie-Regiment Nr. 265
- Pionier-Bataillon Nr. 206
- Divisions-Nachrichten-Kommandeur Nr. 206